# Donji Žirovac
Donji Žirovac est un village situé dans le Sisak-Moslavina, en Croatie. Le village est habité par des Serbes et comptait 53 habitants au recensement de 2001.
| Population | Population | Population | Population | Population | Population | Population | Population | Population | Population | Population | Population | Population | Population | Population |
| ---------- | ---------- | ---------- | ---------- | ---------- | ---------- | ---------- | ---------- | ---------- | ---------- | ---------- | ---------- | ---------- | ---------- | ---------- |
| 1857       | 1869       | 1880       | 1890       | 1900       | 1910       | 1921       | 1931       | 1948       | 1953       | 1961       | 1971       | 1981       | 1991       | 2001       |
| 0          | 0          | 0          | 423        | 482        | 468        | 405        | 459        | 335        | 333        | 306        | 222        | 199        | 128        | 53         |